# Hemiberlesia popularum
Hemiberlesia popularum är en insektsart som först beskrevs av Marlatt 1908.  Hemiberlesia popularum ingår i släktet Hemiberlesia och familjen pansarsköldlöss. Inga underarter finns listade i Catalogue of Life.